# Sjock Festival
Sjock Festival is sinds 1976 onafgebroken (m.u.v. 2020, het Covid jaar)  een festival voor alternatieve muziek in België en is daarmee het oudste alternatieve festival van het land.
Het Sjock Festival vindt jaarlijks plaats in het begin van juli in de Kempense plaats Gierle. De eerste edities gingen door in de "hof van de pastoor". De huidige edities vinden echter plaats op gemeentelijke terreinen in de Poeyelheide.
Tijdens de verschillende edities van het Sjock Festival traden onder andere de internationale bands Madness, George Thorogood, Cock Sparrer, Social Distortion, The Hives, Flogging Molly, The Mavericks, Bad Religion, Monster Magnet, The Hellacopters, Wanda Jackson, The Paladins, Danko Jones, Radiohead, The Sonics en The Troggs op.
Sjock is een initiatief van de vrijwilligers van Jeugdhuis 't Hoekske en is uitgegroeid tot een uniek festival, waar "Rock met de grote R" centraal staat. Sjock scheidt zich af van de mainstream-waanzin en kiest bewust voor rock & roll in de originele betekenis van het begrip.
Wat begon met de slogan "één podium één feest", werd er in de loop van de tijd uitgebreid naar drie podia. Sinds 2015 zijn de bands gespreid over Main Stage, Titty Twister en Bang Bang Stage.

## Historiek

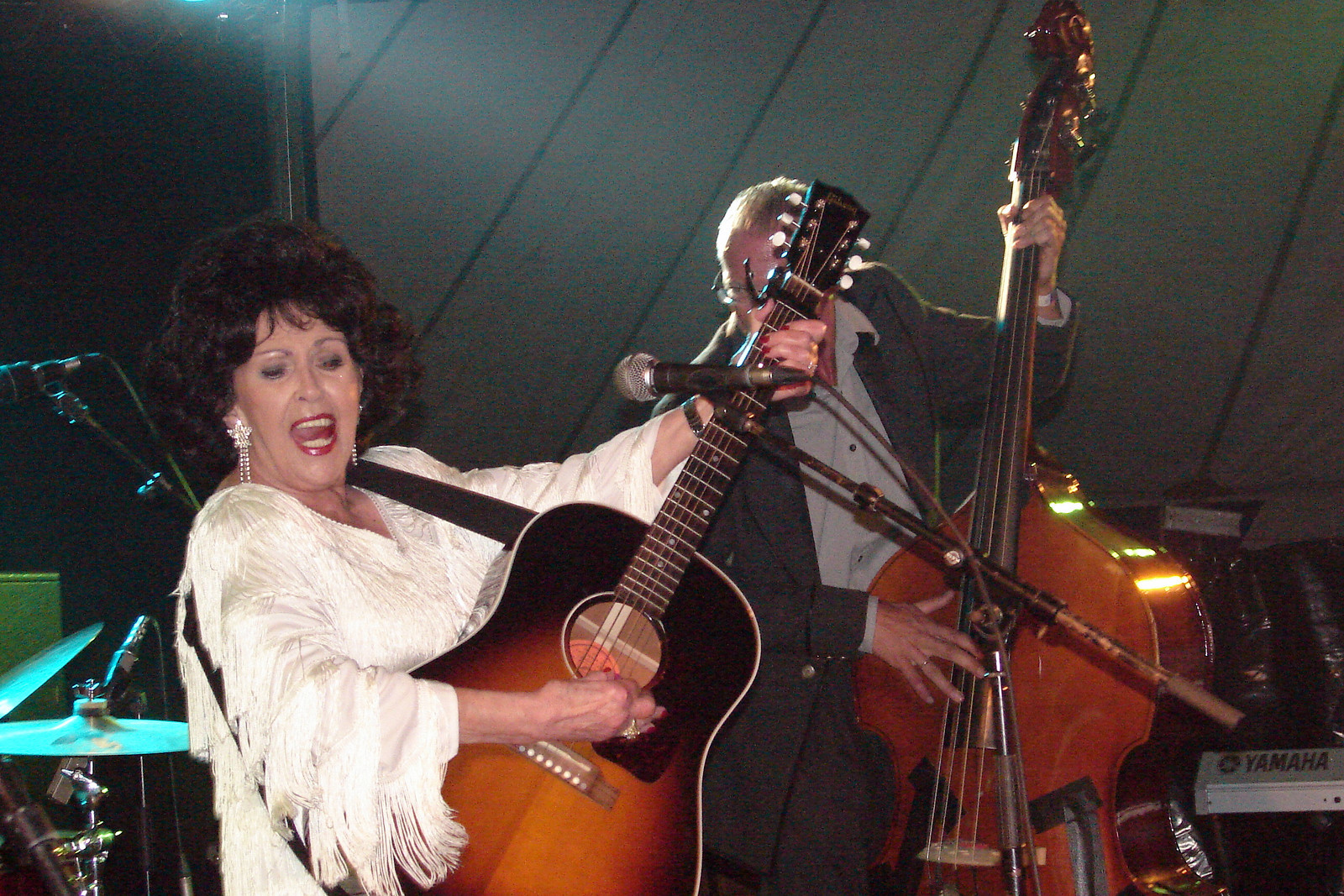
Wanda Jackson in 2008

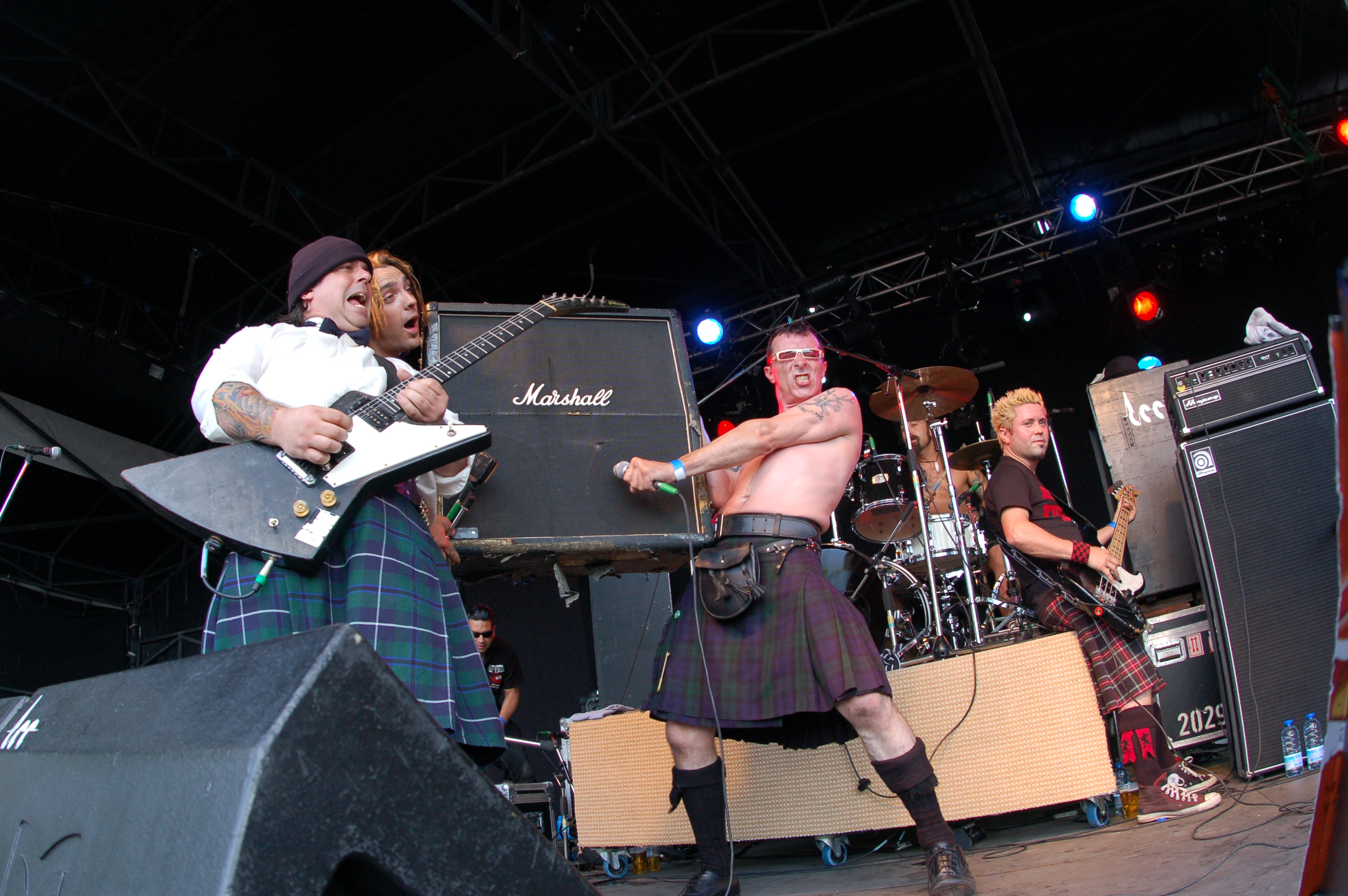
The Real MCKenzies in 2008

- 1976 (22 augustus): Risk - Korla Plankton - Treezeke - Piet Van Noppenen - Sandle Wood - Riverboat Shuffle - Schralen Tjip & Mussenschrik - Oregon Size
- 1977 (eind augustus): Tails Blues - Mustang - Desperated Compagnie- Topas - Cassiopeai - The Bishops - Herman Brood
- 1978 (20 augustus): Hassle - Hubble Bubble - The Misters - Stage Beast - Herman Brood and his Wild Romance - The Kids - The Count Bishops
- 1979 (12 augustus): Treezeke - Scooter - De Kommeniste - Bintangs - De Kreuners - Wilko johnson
- 1980 (eind augustus): Kazan - 'T He Gene Noam - The Parking Meters - Weekend - The Machines - The Kids - The Pebbles
- 1981 (eind augustus): The Crew - The Boxcars - The Panamas - Toy - The Meteors - The String - De Kreuners
- 1982 (eind augustus): The Gigolo's - The Chrome - Ex Hole - Jo lemaire - Scooter - TC Matic
- 1983 (eind augustus): Blanc de Blanc - Schmutz - 2 Belgen - Seven Roots -Lawi Ebbel - The Scabs - Allez Allez
- 1984 (eind augustus): Ottomotto - Chow-Chow - Schmutz - Mighty4 & Rebels - Nacht und nebel - Arbeid Adelt! - The Bollock Brothers
- 1985 (18 augustus): Bra - French Painter Dead - Seven Roots - Arbeid Adelt! - Luc Van Acker - TC Matic
- 1986 (eind augustus): Slight Return - The Establishments - La Muerte - The Skyblasters - The Masai - Dirk Blanchart - Dr Feelgood
- 1987 (16 augustus): Red Scarf - The Nights - De Kreuners - Big Boatsia - L.S.D.-Band - Dr. Feelgood - Disneyland after Dark
- 1988 (21 augustus): Venus Juices - Coyote & The Lost Dakota's - Blue Blot - Tröckener Kecks - The Godfathers - The Scabs - The Troggs
- 1989 (20 augustus): The Ratmen - The Wolf Banes - The Scene - The Nomads - Washington Dead Cats - Wreckless Eric & Band - The Fuzztones
- 1990 (19 augustus): The Sands - The Mudgang - De Kreuners - Plan De Man - Fatal Flowers - The Chills - Raymond van het Groenewoud
- 1991 (18 augustus): Cornerstone - The Candy Men - The Paranoiacs - Jack Of Hearts - Jason Rawhead - Claw Boys Claw - Tröckener Kecks
- 1992 (23 augustus): Thermos - Spo-dee-o-dee - Hallo Venray - Gruppo Sportivo - De Raggende Manne - Monster Magnet - The Selecter
- 1993 (22 augustus): Days Of Adversity - Ashbury Faith - The Romans - Tom Robinson - UK Subs - Radiohead - Aztec Camera
- 1994 (10 juli): Spo-Dee-O-Dee - Terrorvision - Swervedriver (ter vervanging van 'The God Machine') - Wizards of Ooze - 35007 - Deviate - Stuffed Babies on Wheels
- 1995 (9 juli): Feedback - Sin Alley - Batmobile - The Del Valentinos - Dildo Warheads - Such A Surge - Dub War - Zion Train - The Source Experience ft. Robert Leiner
- 1996 (13 en 14 juli): Funeral Dress - Sheffield Wednesday - NRA - Skippies - GBH (ter vervanging van 'The Exploited') - Honky - Credit to the Nation - Propellerheads - Starfisch Pool
- 1997 (11 tot en met 13 juli): No Fun At All - 59 Times The Pain - The Romans - Benjamin B. - Undeclinable Ambuscade - Orange Black - Backfire - Hard Resistance - Victims of Society - Zion Train
- 1998 (10 tot en met 12 juli): Snuff - Snapcase - Right Direction - Liberator - Undeclinable Ambuscade - 'T Hof Van Commerce - Homethrust - Concrete Cell - No Complacence
- 1999 (9 tot en met 11 juli): The Toasters - André Williams é the Countdowns - Satanic Surfers - Discipline - The Seatsniffers - Sint Andries MC's - Concrete Cell - Convict - Jennifer Sucks
- 2000 (7 tot en met 9 juli): Cunzi - Green Lizard - I Against I - Stigmata - U.S. Bombs - Gluecifer - Shelter - The Internationals - The O' Hara's - Fifty Foot Combo - The Seatsniffers - The Whodads
- 2001 (6 tot en met 8 juli)Intensified - Nashville Pussy - The Forgotten - Peter pan Speedrock - Dead Moon - The Hotknives - Sixer - Smooth Lee - Magnum 500 - The Revelaires - Thee Andrews Surfers - The Highlighters - Mr Atom & his Protons - The Famous Fantastix - Senser - DJ Aphrodite - Millennium Kru - DJ Buzz
- 2002 (9 tot en met 11 juli): The Stitch - The Ewings - Cowboys & Aliens - Peter Pan Speedrock - Action in DC (vervanger Orange Goblin) - Bronco Billy - Los Putas - The Heartaches - Blood or Whiskey - Gasolheads - U.S. Bombs - Down by Law - The Bellrays - New Bomb Turks - The Moe Green Specials - The Highlighters - Fifty Foot Combo - The Arousers - DJ Carl - Hetten Des - Speedball JR - Los Banditos - The Seatsniffers - Big John Bates & the Voodoo Dollz
- 2003 (12 tot en met 14 juli): The Revolvers - Convict - NRA - The Atomic Bitchwax - Nashville Pussy - No Comply - Funeral Dress - Groovie Ghoulies - Nerf Herder - Triggerfinger - The Cherry Valence - Roger Miret & the Disasters - Nine Pound Hammer - The Mudmen - The Starlite Wranglers - Speedball JR - The Phantom Rockers - The Bamboo Apple Cutters - The Famous Fantastix - The Chrome Daddies - Reef Rider - Number Nine - Hot Boogie Chillun
- 2004 (9 tot en met 11 juli): The Flaming Sideburns - Street Dogs - Electric Eel Shock - The Bones - The Heartaches - The Nomads - Zeke - Dozer - Fifty Foot Combo - Speedealer - Raging Slab - El Guapo Stuntteam - The Killbots - Mean Devils - The O' Haras - Hubcap - Melltown - Jack Baymoore & The bandits - Boppin Steve & the Playtones - Hetten Des - Slipmates - Kaiser Bill's Batmen - The Baboons
- 2005 (8 tot en met 10 juli): Bad Preachers - Black Rodeo - Roddy Radiation & the Skabilly Rebels - The Priscillas - White Cowbell Oklahoma - Sweet Poison - ADD - Hetten Des - The Gecko Brothers - The Dell Valentinos - Judasville - Cosmic Psychos - Nashville Pussy - The Rhumba Kings - Runnin' Wild - Sebi Lee - The Million Dollar Sunrise - The Seatsniffers - The Ghosttones - Miss Mary Ann & the Ragtime Wranglers - The Phantom Four - The Round Up Boys - The Houserockers - Smokestack Lightnin' - Big Sandy & his Fly-Rite Boys
- 2006 (7 tot en met 9 juli): Peter Pan Speedrock - The Real Mckenzies - The Toasters - Boozed - The Last Vegas - The BossHoss - The Kings of Nuthin' - Tokyo Sex destruction - Lords Of Altamont - Bob Log III - Dunlop Devils (winner sjock sjowcase) - Captain Murphy - Interfear - Rayburn Anthony - 49 Special - 45 RPM - Catslappin' Chrissy - The Stacy Cats - Moonshine Reunion - The Buckshots - the Taildraggers - Velvetone - Wailin' Elroys - Paul Ansel's Nummer Nine
- 2007 (6 tot en met 8 juli): The Kids - Triggerfinger - The Bones - Tokyo Dragons - Dirty Fuzz - Mudhoney - Nine Pound Hammer - Nebula - Rawönes - El Guapo Stuntteam - Mother Superior - Ray Collins Hot Club - The Mad men - The Baboons - Big Bayou Bandits - Al & The Black Cats - Los Fabulous Frankies - Spoo-Dee-O-Dee - Miss Ruby Ann - The Nu Niles - Truly Lover Trio ft Dawn Shipley - lawen Stark & The Slideboppers
- 2008 (11 tot en met 13 juli): The Sonics - The Monsters - The Andrews Surfers Royale - The Reverend beat-Man - The Black Box Revelation (vervanger DKT/MC5) - The Bellrays - The Dwarves - The real McKenzies - The Turbo AC's - Le Chat Noir - Wanda Jackson & The Seatnsiffers - The Big Four - The Hillbilly Boogiemen - Randy Rich & The Poor Boys - The Slipmates - Smokestack Lightnin' - Miss Ruby Ann & the Roundup Boys - Cherry casino & The Gamblers - The Dunlop Devils - Charlie Roy and his Black Mountain Boys
- 2009 (10 tot en met 12 juli): Batmobile - Mad Sin - The Grave Brothers - Supersuckers - Mike Sanchez - Southern Culture on the Skids - The Jim Jones Revue - Eddie Spaghetti - The Starliters - Reno Divorce - Carlos and the Bandidos - Smooth and the Bully Boys - Paceshifters - Turbonegro - Deke Dickerson & the Eccofonics - New Bomb Turks - James Intveld - Untamed Youth - The Gories - The Oblivians - Domestic Bumblebees - Boppin Steve - Harmonica Sam - The Spades - The Bellhops - Casablanca Carambol Company
- 2010 (9 tot en met 11 juli): The Swampy's - Frenzy- The Meteors - The Grit - Johnny Trouble & The Rambling Men - Knucklebone Oscar - The Barbwires - The Legendary Shack Shakers - Sue Moreno & the Antwerp Allstars - Peter Pan Speedrock - Luis and The Wildfires - Reverend Horton Heat - Big sandy and his Fly Rite Boys - The Darnell Woodies - The Paranoiacs - The ragtime Wranglers - The A-Bones - Moonshine Reunion - Pat Todd & the Rankoutsiders - The Seatsniffers -The Jim Jones Revue - The dragtones - The Fleshtones - The Paladins - Rocketroom Rhythm & Blues revival featuring Howlin Pelle
- 2011 (8 tot en met 10 juli): Danko Jones - Nashville Pussy - Guana Batz - Legendary Shack Shakers - The BossHoss - Miss Mary Ann and The Ragtime Wranglers - Guitar Wolf - Spellbound - The Jim Jones Revue - U.S. Bombs - The Sore Losers - Kieron McDonald Combo - JD Mc Pherson - Moonlight Trio - Reno Divorce - Mischief! - Carl and The Rhythm All Stars - Kitty in a Casket - The Mahones - .357 String Band - Rudy La Crioux and The Allstars - Union Avenue - The Adolescents - The Caezars - Voodoo Swing - Suzette and The Neon Angels - The Cheaterslicks - Marc and The Wild-ones - The Four Slicks - Cellophane Suckers - Cave on Fire
- 2012 (6 tot en met 8 juli): Hank 3 - The Nomads - Bob Wayne and the Outlaw Carnies - The Jon Spencer Blues Explosion - The Fuzztones - The Blasters - Gizelle - The Bellfuries - The Rob Ryan Roadshow - The Urban Voodoo Machine - Fifty Foot Combo - The Spivs - Moonshine Reunion - The Dirt Daubers - Voodoo Swing - Demented Are Go - Frantic Flintstones - Cenobites - Hipbone Slim and The Kneetremblers - The Lonesome Drifters - Thee Vicars - Hetten Des - The Bad Backbones - Knocksville - Kneejerk Reactions - Jizzlobbers - The Dirty Denims - Kings of Outer Space - The Sonic Beat Explosion - Rebel Yell
- 2013 (5 tot en met 7 juli): Dinosaur Jr. - Los Straitjackets - Deke Dickerson and the Ecco-Fonics - Black Lips - Paul Ansells Number Nine - The Jim Jones Revue - Wildfire Willie and the Ramblers - Rival Sons - Lang Tall Texans - New Bomb Turks - Throw Rag - The Caravans - The John Lewis Trio - The Baboons - Swinging Utters - The Experimental Tropic Blues Band - Jack Rabbit Slim - Sean and Zander - Bloodlights - Smokestack Lightning - John Coffey - The Rumblejetts - The Ladykillers - Crystal & Runnin' Wild - Black Up - The Hi Stars - The Snookys - Adios Pantalones - The Lucky Devils
- 2014 (11 tot en met 13 juli): The Jon Spencer Blues Explosion - The Paladins - The Sonics - The Bronx - Nekromantix - Los Fabulous Frankies - Bob Wayne - Cosmic Psychos - Peter Pan Speedrock - The Spunyboys - Psycho 44 - Daddy Long Legs - Restless - Slim Cessna's Auto Club - 56 Killers - King Salami and the Cumberland 3 - Big Sandy and his Fly-Rite Boys - The Reverend Peyton's Big Damn Band - Carolina & Her Rhythm Rockets - Lords of Altamont - Raketkanon - Koffin Kats - Marc & The Wild Ones - The Generators - The Delta Bombers - King Hiss - Nico Duportal & his rhythm dudes - Voodoo Swing - The Montesas - Astro Zombies - Boogie Beasts - The Horny Horses - Poncharello
- 2015 (10 tot en met 12 juli): The Hives - Imelda May - Reverend Horton Heat - Backyard Babies - Southern Culture on the Skids - Heavy Trash - La Muerte - The Sweden Special feat. Domestic Bumblebees and Harmonica Sam - Fifty Foot Combo - Batmobile - The Fleshtones - Lisa and the Lips - Pat Capocci - The Sharks - Bloodshot Bill - The Rhythm Shakers - The Space Cadets - Black Mambas - Jake Calypso and his Red Hot - Walter Broes and the Mercenaries - The Country Side of Harmonica Sam - John Coffey - The Bloodhounds - The Deaf - Jay Malano and the Rhythm Dudes - Annita and the Starbombers - The Barnstompers - The Tinstars feat. Ruby Pearl - OFF! - Powersolo - The Cheaterslicks - Cuda - The Big Time Bossmen - The Backseat Boppers - The Vibromatics - Destroy-Oh-Boy - Id!ots - Hometown Gamblers - The Grave Brothers - We're Wolves
- 2016 (8 tot en met 10 juli): Flogging Molly - The Mavericks - Danko Jones - Sturgill Simpson - Pokey LaFarge - Radio Birdman - The Nomads - The Bronx - The Devil Makes Three - The Bellfuries - Supersuckers - Turbo AC's - The Polecats - The Hillbilly Moon Explosion - Flat Duo Jets - Kid Congo and the Pink Monkey Birds - Roy Thompson and the Mellow Kings - Darrel Higham and the Enforcers - Miss Lily Moe - Peter Pan Speedrock - Equal Idiots - Smokestack Lightnin' - The Rob Ryan Roadshow - Drugstore Cowboys - Mike Bell and the Belltones - The Offenders - Mischief! - Big Time Bossmen - Los Blancos - The Agitators - The Kieron McDonald Combo - The Baboons - Fuzzy Vox - The Buckshots - Rollmops - Alabasterds - The Devilles - The Fuckin Godoys - Fields of Troy - The Father, the son and the holy Simon - Aloha Sluts
- 2017 (7 tot en met 9 juli): Bad Religion - The Hellacopters - Rocket from the Crypt - The Dirtbombs - The Living End - Nashville Pussy - Zeke - New Bomb Turks - Guana Batz - The Gories - The Fleshtones - The Hookers - The Manges - The Hip Priests - The Sha-La-Lee's - The Mullet Monster Maffia - The Glücks - The Priceduifkes - Toxic Shock - The Vice Baron - Sunpower - The Phantom Fury - Bruce - Cadaster Jon Combo - The Rhumba Kings - Legendary Shack Shakers - Bark - The Howlin Jaws - CC Jerome's Jet Setters - Wild Deuces - Clowns - The Desperados - Saudia Young - Brutus - The Catus Blossems - Charlie Hightone and The Rock-its - King Salami and the Cumberland 3 - Roy Dee and the Spitfires - Shorty Jetson and his Racketeers - Barny & The Rhythm All Stars - Chrystel & Running Wild - Speedozer - The Reverend Peyton's Big Damn Band - Joakim Tinderholt - MFC Chicken
- 2018 (6 tot en met 8 juli) : Descendents - Pennywise - Dead Kennedys - MC50 (MC5 celebrating 50 years) - Reverend Horton Heat - Turbonegro - The Mummies - The Bronx - Dwarves - No Fun At All - Lords Of Altamont - Nick Oliveri's Death Electric - Nine Pound Hammer - Legendary Kid Combo - The Bonnevilles - The Darts - Black Up - Los Coyote Men - Labretta Suede and The Motel 6 - This Means War - Mind Rays - Shotgun Saywer - The Heavy Crown - Rotten Foxes - Captain Kaiser - Nico Duportal and His Rhythm Dudes - James Intveld and the Honky Tonk Palominos - Sonny West - The Hackensaw Boys - Messer Chups - Bebo and the Goodtime Boys - Jameson's Gentlemen - Baily Dee - The Wise Guyz - The Fuzillis - The Hoodoo Tones - Georgina Peach and the Originators - Pat Reedy and the Longtime Goners - Wild Deuces - Aloha Sluts - Lil' Sal and the Wildtones - Texarkana Trio - Link! - Supersonics
- 2019 (12 tot en met 14 juli) : The Hives, Flogging Molly, The Hellacopters, Gluecifer, JD MC Pherson, The Delta Bombers, CJ Ramone, King Khan and the Shrines, The Rumjacks, The Go Getters, Vanya & The Dragtones, Booze & Glory, The Goddamn Gallows, Night Birds, The Country Side of Harmonica Sam, Charlie Thomson, Walter Broes & the Mercenaries, The Kokomo Kings, The Briefs, Electric Frankenstein, The Barstool Preachers, The Peawees, Baby Shakes, Cousin Harley, The Hi-Winders, The Nite Howlers, Los Torontos, The Hi-Tombs, Negative Nancy and the Moodswings, Sant Anna Bay Coconuts, Los Chicos, The Schizophonics, Grindhouse, The Hip Priests, Heathen Apostles, Crackups, The Grave Brothers, Lone Wolf, Prince Beastly, Steal Shit Do Drugs, The Scarecrows aka, Bloodstrings, The All Star Wedding Band, De Stekkers
- 2020 (10 tot en met 12 juli): Afgelast wegens de Corona pandemie
- 2021 (13 tot en met 15 augustus): kleinschalige editie met beperkt aantal bezoekers wegens corona pandemie: Brutus, The Kids, Captain Kaiser, Rotzak, Tim Knol & Bluegrass Boogiemen, Crackups, Thee Andrews Surfers, Walter Broes & the Mercenaries, The Monsters, Skroetbalg, Little Hat, Prnce Beastly, Stay Idle, Trixie and the Trainwrecks, Moonshine Reunion, Wild Deuces
- 2022 (8 tot en met 10 juli): Madness, Social Distortion, Les Négresses Vertes, George Thorogood and the Destroyers, Agnostic Front, The Osees, Equal Idiots, SONS, Snuff, Teenage Bottlerocket, Peter Pan Speedrock, Grade2, Cosmic Psychos, Nine Pound Hammer, The Spermbirds, United Against Society, Clowns, Chubby & The Gang, Smooth Lee, Pat Capocci, Arsen Roulette, Hola Ghost, Dry Riverbed Trio, Speedözer, The Ragtime Rumours, Los Killer Tones, Pink Room, Hukkelfukkers, The Sadies, Reigning Sound, The Jason Ringenberg Band, Vandoliers, The Bobby Lees, The Courettes, Mitraille, Voodoo Swing, Harvesters, Pat Todd, and the Rankoutsiders, Belle Star and the Booth Jacks, This Means War
- 2023 (7 tot en met 9 juli): The Hellacopters, Eagles Of Death Metal, Fu Manchu, Marky Ramones Blitzkrieg, Zeke, Cock Sparrer, The Bronx, No Fun At All, The Seatsniffers, Eddie and The Hot Rods, Moonshine Wagon, Dale Watson & his Lone Stars, Jesse Daniel, Stiff Richards, Bob Wayne and the Outlaw Carnies, The Sha-La-Lee's, The Spits, Crooked Steps, Itches, Red Hot'n'Blue, Boogie Beasts, The Jimmy Dale Surf Trio, La Perra Blanco, Lovesick Duo, Truck Stop Cutie, Wallaroos, Private Function, The Real Sickies, Tankzilla, Barno Koevoet en de Duijmschpijkers,Hola Ghost, The Drowns, Midnight Tattoo, The Kokomo Kings, Slim Cessna's Auto Club, Reverend Peyton's Big Damn Band, His Lordship, Lobo Jones and the Rhythm Hounds, Honeyboy Slim and the Bad Habits, Savage Beat, Les Lullies, Wine Lips, Cadaster Jon Combo, Church of Confidence
- 2024 (5 tot en met 7 juli): Bad Religion, The Chats, Cock Sparrer, Madball, Agnostic Front, Ty Segall, Reverend Horton Heat, New Bomb Turks, Cosmic Psychos, Fifty Foot Combo, Ray Collins Hot Club, Detroit Cobras, The Gories, The Sadies, Authority Zero, Left Lane Cruiser, Si Cranstoun, Batmobile, The Delta Bombers, Dune Rats, Nobro, Jenny Don't and the Spurs, The Pine Box Boys, Grade2, Death Lens, Lambrini Girls, Black Leather Jacket, Captain Kaiser, Priceduifkes, The Country Side Of Harmonica Sam, The Rhythm Shakers, Bad//Dreams, Toxic Shock, Dick Move, Carrie Nation and The Speakeasy, The Domestic Bumblebees, Tuff Guac, The Honkabillies, Thee Scarecrows aka, Arson, Bacon Fat Louis, Black Djangos, F.O.D, The Jesters, Barrel Smoke, Bad Samaritans, Hadacol Tremblers